# Georg Merkel (Maler)
Georg Merkel (* 5. Juni 1881 in Lemberg; † 24. November 1976 in Wien) war ein österreichischer Maler.

## Leben
Der aus ärmlichen Verhältnissen stammende Merkel besuchte die Realschule und arbeitete dann als Dekorationsmaler. Von 1903 bis 1905 studierte er dank der Unterstützung eines Freundes an der Akademie in Krakau. 1905 bis 1908 und 1909 bis 1914 lebte er in Paris und ließ sich besonders vom Neoklassizisten  Puvis de Chavannes beeinflussen.
Bei Kriegsausbruch 1914 meldete sich Merkel freiwillig zur österreichischen Armee. Durch eine schwere Kopfverletzung erblindete er für mehrere Monate. Die Wiedererlangung des Augenlichts wurde zum entscheidenden Erlebnis, das seine spätere Kunst prägte.
In der Zwischenkriegszeit lebte Merkel in Wien und war Mitglied des „Hagenbundes“ und zuweilen in der „Zinkenbacher Malerkolonie“ zu Besuch. 1938 emigrierte er nach Frankreich.
Nach dem Zweiten Weltkrieg lebte er zum Teil in Paris, gelegentlich in Cagnes in Südfrankreich und 1976 übersiedelte er wieder nach Wien. Georg Merkel war ab 1945 Mitglied und später Ehrenmitglied der „Wiener Secession“, und erhielt den Preis der Stadt Wien für Bildende Kunst für 1961. Er war mit der Malerin Louise Merkel-Romée (1888–1977) verheiratet.
1985 wurde im 22. Wiener Gemeindebezirk die Merkelgasse nach ihm benannt.
Elias Canetti berichtete ausführlich von seiner Bekanntschaft mit Merkel im dritten Teil seiner Autobiographie „Das Augenspiel“ (1985).